# شماخى
شماخى هي مدينة من مدن أذربيجان. يبلغ عدد سكانها 31704 نسمة وذلك حسب إحصائيات سنة 2010. يبلغ ارتفاع المدينة عن سطح البحر قرابة 709 متر. تبلغ مساحتها 6 كم². تقع على خط عرض 40.63028 وخط طول 48.64139وتبعد عن باكو ب120 كم، وكانت في السابق أهم مدينة في أذربيجان، في تاريخها دمرها 11 زلزال كبير.

## دين
جامع جامع شماخى هو أكبر مبنى ديني في المدينة.من خلال تاريخها تم تدمير المسجد وتدميره عدة مرات، ولكن في كل مرة أعيد بناؤها، وكان آخرها في عام 2009.جامع كوما هو أقدم مسجد في أراضي أذربيجان.تم تسجيل المسجد من قبل وزارة الثقافة والسياحة في جمهورية أذربيجان كنصب تاريخي وثقافي للبلاد.تم بناء المسجد في 743-744.جامع الشماخي جمعة هو أقدم مسجد في جنوب القوقاز بعد مسجد ديربنت جمعة (بني في 734).تم ترميم المسجد عدة مرات في القرون الوسطى خلال زلزال الشماخي في 1856 و1902.أعيد بناؤها لأول مرة من قبل غاسيم هابيبابايوف وبعد ذلك من قبل يوسيف بلوسكو.وكانت أعمال الترميم الأخيرة في المسجد التي أحرقها الأرمن في عام 1918 وفقا لأمر إلهام علييف في الفترة 2010 - 2013.

## تاريخ
وقد أكدت الحفريات الأثرية في المقبرة في إقليم الشماخي الحديث وجود مدينة الشماخي في القرنين الثامن والحادي عشر.عمق الطبقة الثقافية في شهرستان هو 5.75 متر.الطبقة السفلية، حوالي 0.75 م سميكة، ينتمي إلى الثامن-التاسع قرون.في هذه الطبقة، تم الكشف عن بقايا الجدران الدفاعية التي أخذت بعيدا عن الحجارة الكبيرة مع هاون الجير على مشارف.سمك الجدران 2.5 متر.اكتشاف بقايا الجدار يؤكد مصدر حقيقة أنه تم رسمه من قبل شرفانشاه غوباد في 1045.تم العثور على لوحات مختلفة أحادية اللون ومتعددة الألوان مزينة بلوحات رسومية حوله.وفي الجزء السفلي من عدد من الحاويات، أصيبت طوابع على وجه التحديد بمدينة شماخي.تم العثور على قطع السيراميك من السيراميك في القرن التاسع عشر عشر من الفخار والزجاجات.تؤكد الحفريات أن الشماخي موجود في القرون الثامن والحادي عشر في المدينة الحديثة.ومن المرجح أنه في النصف الأول من القرن العاشر، أصبحت الشماخي، عاصمة شيرفانشاهس، واحدة من المدن الهامة في شرفان بعد شافارنا.ونتيجة للحفريات الأثرية التي أجريت في الشماخي في العصور الوسطى، تم العثور على بقايا المدينة المعدنية جنبا إلى جنب مع قلعة كوكبة وجدران البرج المجاورة.سمك الجدران المحصنة من الحجارة الكبيرة المدببة جيدا حوالي 2.5 متر.أغنى جزء من ممرات ثقافة مدينة الشماخي ينتمي إلى القرنين الثاني عشر والثالث عشر.وتبقى بقاياها 2 متر.تم اكتشاف أنقاض المنازل السكنية، وأجزاء من الغرفة وأرضيات الفناء، تم العثور على العديد من الفخار المزجج والملح والزجاجات.وغالبية الخزف اللامع هي أنماط أحادية ومتعددة الألوان، ورسوم هندسية.بعض الكؤوس لديها ختم ورشة عمل الفخار وجدت في منتجات السيراميك من مدينتي شيرفان وأران في القرون الوسطى.وبعضها من سمات ورش الشماخي الخزفية.تم العثور على مبنى عام كبير يعود إلى القرن الثاني عشر في الشماخي.وهو يتألف من خمس غرف وقاعة كبيرة.وقد دمر هذا المبنى العام العظيم خلال هجوم المغول، وتم ترميمه في منتصف القرن الرابع عشر.في القرن الثاني عشر تم العثور على السيراميك شيرلس والزجاج، وكذلك راي، كاشان نوع الفخار والزجاجات.وأثناء الحفريات في الضواحي الشمالية من الشماخي، تم الكشف عن خمسة مبان.لديهم مزارع كبيرة، والأصفاد، والكسور كروي وغيرها من الأدوات المنزلية، فضلا عن العديد من القطع النقدية التي تنتمي إلى القرنين الثاني عشر والثالث عشر.كانت قلعة جولستان ترتفع في طريق شاماخى الشمالى الغربى في القمة.كانت واحدة من القلاع الأكثر صعوبة ورائعة من الشماخي في القرنين الثاني عشر والثالث عشر.المواد الأثرية والعددية من قرون زيكسسي اكتشفت في الشماخي، حيث العديد من القطع النقدية، وبعض الآثار المعمارية والبقايا السيراميك، وكلها وضعت في المدينة الإقطاعية في العصور الوسطى، والحياة شرفان المكثفة في وسط صناعة الحرير، ارتفاع الشماخي الاقتصادي والثقافي خلال هذه الفترة.ويصف ابن العصار بشكل مشرق تدمير وتدمير الشماخي في 1221 والمقاومة البطولية لسكان المدينة للغزاة المغول.خلال الحفريات الأثرية في مقبرة الشماخي، انهار مبنى عام كبير خلال هجوم المغول.وتؤكد علامات النار المرئية بوضوح من قرون الثالث عشر على المعلومات التي قدمتها مصادر تدمير قوات الشماخي من منغوليا.في القرن العشرين، عاش أربعة آلاف شخص في الشماخي.كانت الزلازل التي وقعت في 1940 مدمرة للمدينة.في ذلك الوقت، 23 حي في الشماخي و 23 مسجدا على التوالي.تم بناء جزء صغير من هذه المباني التي تمثل الصورة المعمارية للمدينة في القرن السابع عشر.

## طبيعة
جذبت الظروف الطبيعية لأراضي الشماخي الناس من العصور القديمة.الطبيعة الفريدة لهذه المنطقة، والمناخ المعتدل، والينابيع الحد الأدنى يعطيها جمالا خاصا.الطقس هنا ليست فاترة، ولا حار جدا.البلوط والفول السوداني وغابات الكرمة والمروج الخضراء العشبية والشجيرات في الجبال الخصبة تشكل مشهد رائع هنا من الربيع إلى الخريف.تزرع أكثر من 50 الأعشاب في منطقة الشماخي .انخفاض درجات الحرارة في المرتفعات في فصل الصيف، والمناخ المعتدل في فصل الشتاء.فقد تساقط الثلوج 40-80 يوما في السنة.متوسط الظلام في البطن هو 30-50 سم.يجذب هذا المنتجع السياح وعشاق الترفيه في الصيف والشتاء.ذروة باباداه، التي متسلقي باكيليلار مثل، يقع في منطقة الشماخي.كاراشاي، فايليتشاي وجيردمانشاي تأخذ مصدرها من باباداغ.

## الزلازل
- كان زلزال 1191 قويا بحيث تم نقله إلى عاصمة شرفان، باكو.[5]
- وتذكر زلزال 1667 بأنه أسوأ زلزال مع 80,000 حالة وفاة وثلث انهيار المدينة.
- تسبب زلزال عام 1856 في أضرار كبيرة ووفاة.
- خلال الزلزال الذي وقع في 2 ديسمبر 1859 تم نقل مكتب الحاكم إلى باكو.[5]
- تسبب الزلزال الذي ضرب عام 1861 في أضرار كبيرة ووفاة.
- تسبب زلزال عام 1872 في أضرار كبيرة ووفاة.
- كما دمر مسجد جمعة، الذي بني في القرن العاشر، أثناء زلزال عام 1902.

## حضاره
في القرن التاسع عشر، كانت المدينة مشهورة بسبب الراقصات الشماخي، الراقصات الرئيسيات للمجموعات الترفيهية، على غرار الطوائف.المدينة هي موطن شرفان القباب، ضريح ومقبرة يعود تاريخها إلى القرن الخامس عشر وتقع عند سفح قلعة غوليستان.ومن أبرز سكان المدينة سيد يحيى باكوفي، المهندس المعماري زيفار بي أحمدبايوف، والجغرافي الحاج زينالب الدين شيرفاني، والمؤرخ الحاج محمدالي شيرفاني، والشاعر ميرزا العقبر صابر، والممثل إسمايل أفندييف، والطبيب عبد الخالق أخوندوف، ومسنات محمود آغا وغيرهم.المشهد الموسيقي في الشماخي يمكن أن ترجع إلى العصور القديمة وقرى باكو، تبجيل عموما باعتبارها نافورة المغام في أذربيجان.